# Atypus coreanus
Atypus coreanus är en spindelart som beskrevs av Kim 1985. Atypus coreanus ingår i släktet Atypus och familjen pungnätsspindlar. Inga underarter finns listade.